# عين حداد (الريف الغربي)
عين حداد (بالفارسية: عین حداد) هي منطقة سكنية تقع في إيران في قسم الريف الغربي الريفي. يقدر عدد سكانها بـ 140 نسمة بحسب إحصاء 2016.